# Sidi Lahsen
Pour l’article ayant un titre homophone, voir Sidi Lahcene.
 (novembre 2013).
Si vous disposez d'ouvrages ou d'articles de référence ou si vous connaissez des sites web de qualité traitant du thème abordé ici, merci de compléter l'article en donnant les références utiles à sa vérifiabilité et en les liant à la section « Notes et références ».
Sidi Lahsen (forme officielle marocaine en français) est une commune rurale de la province de Taourirt, dans la région administrative de l'Oriental, au Maroc, non loin de la frontière algérienne.

## Description
Sidi Lahsen est habité en majorité par la tribu d'Ouled Amar d'origine berbère et en minorité arabe. Elle possède une superficie de plus de 25 km² et est formé de 11 douars (fractions) dont le siège est installé à Sidi Lahsen ou Malguna depuis près d'un siècle, même avant l'arrivée des français en 1912 qui marqua le début de la période du protectorat du pays[réf. nécessaire]).
Zone rurale dépourvue de tout dans le passé, Sidi Lahsen (on écrit aussi Sidi Lahcen) est accessible désormais par des routes rurales asphaltées, reliant ce lieu aux villes alentour comme Debdou, Taourirt, Jérada, Aïn Beni Mathar (ancien nom: Berguent), etc. La ligne électrique, le réseau d'eau potable puisée dans le barrage sur l'Oued Za relativement proche, présagent d'un développement économique et social qui ne demande qu'à éclore. La région de Sidi Lahcen possède en effet des potentialités non négligeables qu'il reste à exploiter dans le respect de l'environnement et le maintien de la biodiversité locale (élevage ovin, richesses minières en plomb comme le zinc et l'argent, unités de fabrication d'essences de plantes rares, etc.).
Les habitants de Sidi Lahsen (à distinguer des habitants du Mkam proche) parlent un berbère proche, comme tout leur mode de vie d'ailleurs des habitants des monts de Beni Snassen. La bourgade de Tafoughalt proche d'Oujda est un lieu qui rappelle étrangement le phénotype, l'accent et le mode de vie de la bourgade de Malgouna. 
La vie à Sidi Lahsen est relatée avec force détails dans au moins deux ouvrages autobiographiques écrits en 1984 et 2007 par deux jeunes issus de la tribu berbère Ouled Amar,.